# Jackie Stallone
Jacqueline Stallone (nacida Labofish; Washington D. C., 29 de noviembre de 1921-Los Ángeles, 21 de septiembre de 2020) fue una astróloga y personalidad televisiva estadounidense conocida por ser la madre de los hermanos Sylvester y Frank.

## Biografía
Stallone nació como Jacqueline France Labofish en Washington D. C., Estados Unidos, hija de una mujer de sociedad, Jeanne Clerec, y un abogado prominente, John Labofish. Su madre nació en Brest (Bretaña, Francia) en 1901, mientras que sus abuelos paternos, Rose y Charles Labofish, eran inmigrantes judíos de Odesa, en el Imperio ruso.
Se independizó con quince años, motivo por el que trabajó como trapecista en un circo,  corista en un club nocturno y otras ocupaciones como bailarina o peluquera.[cita requerida]
Fue pionera en presentar un programa de televisión emitido a diario con una programación sobre ejercicio. También intervino en el programa Gorgeous Ladies of Wrestling (G.L.O.W) en torno a la lucha libre femenina, emitido en 1986. A raíz de la experiencia abrió un gimnasio en Washington, solo para mujeres, al que llamó Barbella’s.
Contrajo matrimonio en 1945 con Frank Stallone, con quien encontró la estabilidad. Del matrimonio nacieron Tommy, Sylvester y Frank Stallone. De su segundo matrimonio, con Anthony Filiti nació en 1964 su hija Toni Ann D’Alto.
Su afición a la cirugía estética causó controversias a causa del elevado número de operaciones a las que se sometió. Con ochenta años participó en el programa Gran Hermano VIP en la versión emitida en Reino Unido.

## Fallecimiento
Sobrevivió a la Gran Depresión, a la Segunda Guerra Mundial y se mantuvo con una mente ágil hasta su fallecimiento sucedido el 21 de septiembre de 2020, por causas naturales en su domicilio de Santa Mónica, California.